# Léopold Clabots
Léopold Clabots (Bélgica, 12 de marzo de 1893) fue un gimnasta artístico belga, medallista de bronce olímpico en 1920 en el concurso por equipos "sistema sueco".

## Carrera deportiva
En las Olimpiadas celebradas en Amberes (Bélgica) en 1920 consigue el bronce en el concurso por equipos "sistema sueco", tras los suecos (oro) y los daneses (plata), siendo sus compañeros de equipo los gimnastas: 
1. Léon Bronckaert
2. Paul Arets
3. Jean-Baptiste Claessens
4. Léon Darrien
5. Lucien Dehoux
6. Ernest Deleu
7. Émile Duboisson
8. Ernest Dureuil
9. Joseph Fiems
10. Marcel Hansen
11. Louis Henin
12. Omer Hoffman
13. Félix Logiest
14. Charles Maerschalck
15. René Paenhuijsen
16. Arnold Pierrot
17. René Pinchart
18. Gaspard Pirotte
19. Augustien Pluys
20. Léopold Son
21. Édouard Taeymans
22. Pierre Thiriar y Henri Verhavert.